# Marokanska Davis Cup reprezentacija
Marokanska Davis Cup reprezentacija je nacionalni teniski sastav Maroka koji predstavlja zemlju na međunarodnom reprezentativnom teniskom natjecanju Davis Cupu. Reprezentacija dosad nije ostvarila veći rezultat. Posljednji puta je nastupila u Svjetskoj skupini 2004. godine kada je u prvom kolu poražena od Argentine s maksimalnih 5:0.

## Trenutni roster
- Yassine Idmbarek
- Younes Rachidi
- Hicham Khaddari

## Vanjske poveznice
- Davis Cup.com - Morocco